# Діабет (види)
Діабет (від дав.-гр. διαβαίνω дав.-гр. διαβαίνω — «переходжу, перетинаю») — загальна назва захворювань, що супроводжуються рясним виділенням сечі — поліурією. Найчастіше мають на увазі цукровий діабет, у якому підвищений рівень глюкози у крові.
Назва походить від грецького слова «діавено», що означає «проходжу крізь», «протікаю». Античний лікар Аретей Каппадокійський (30-90 роки зв.е.) описав поліурію, яку пов'язував з тим, що рідини, що надходять в організм, протікають через нього та виділяються у незміненому вигляді. Синдром нецукрового діабету був відомий ще в давнину, але до XVII століття відмінностей між цукровим і нецукровим діабетом не знали. Для позначення діабету з солодким смаком сечі — цукрового діабету, до слова діабет додали mellitus (від латинського mel — «мед»).
У XIX — на початку XX століття з'явилися ґрунтовні роботи з нецукрового діабету, встановлений зв'язок синдрому з патологією центральної нервової системи та задньої частки гіпофіза (супраоптичне ядро гіпоталамуса → супраоптико-гіпофізарний тракт → нейрогіпофіз). У клінічних описах під терміном «діабет» найчастіше мають на увазі спрагу і сечовинурення (цукровий і нецукровий діабет), проте є й інші види — фосфат-діабет, нирковий діабет (обумовлений низьким порогом для глюкози, не супроводжується сечовинуренням) і так далі.

## Цукровий діабет
Діабетолог академік РАМН Єфімов описує цукровий діабет як хронічне ендокринно-обмінне захворювання, обумовлене абсолютною або відносною інсуліновою недостатністю, що розвивається внаслідок спільного впливу різноманітних внутрішніх (включаючи генетичні) та зовнішніх факторів, що характеризується порушенням обміну речовин з найбільш постійним його проявом — гіперглікемією (Синдром діабетичної стопи), нервів, різних органів і тканин. Демонстративний та обов'язковий прояв захворювання — порушення вуглеводного обміну з прогресуючим наростанням рівня глюкози в крові та виділенням її із сечею. Значні втрати цукру з сечею є причиною стійкого осмотичного діурезу (сечовиснаження) і дегідратації, що розвивається, і гіпокаліємії.

## Нецукровий діабет
Захворювання характеризується полідипсією (спрагою), поліурією, що поєднується з низькою питомою вагою сечі (сечовиснаженням — частими і рясним сечовипусканням, не залежать від кількості рідини, що випивається). Розвивається внаслідок абсолютної або відносної недостатності антидіуретичного гормону (АДГ, вазопресину).

## Нирковий діабет
Захворювання розвивається внаслідок порушення транспорту глюкози в канальцях нирок, екскреція якої посилюється за нормального рівня глюкози в крові. Зазначений дефект в канальцевому апараті (первинна тубулопатія) може зустрічатися абсолютно ізольовано, або в поєднанні з іншими захворюваннями канальців (синдромі де Тоні — Дебре — Фанконі, глюкозо-фосфат-аміновому діабеті і т. д.).

## Фосфат-діабет
Спадковий фосфат-діабет або вітамін D-резистентний рахіт — генетично обумовлене захворювання, що характеризується:
- гіпофосфатемією та гіперфосфатурією;
- нормальним вмістом у крові паратгормону та кальцію;
- підвищенням активності лужної фосфатази;
- вираженими деформаціями ніг (викривлення із початком ходьби).

## Нирковий сольовий діабет
Захворювання розвивається внаслідок порушення реабсорбції іонів натрію в канальцях внаслідок низької чутливості рецепторів канальцевого епітелію до альдостерону. Разом з натрієм (осмотичний діурез) організм втрачає значну кількість рідини (сечовиснаження), розвиваються дегідратація, сольове виснаження, дистрофія.

## Спадкові порушення ниркового мембранного транспорту амінокислот
Серед первинних тубулопатій відоме поєднання аномалій ниркового мембранного транспорту глюкози та амінокислот (гліцину, цистину, триптофану). Ця ферментна тубулопатія — вроджена патологія, обумовлена мітохондріальним ферментним дефектом у циклі Кребса, успадковується за аутосомно-домінантним типом і є одним з різновидів вторинного гіперпаратиреозу. Результатом захворювання є хронічна ниркова недостатність.

## Бронзовий діабет
Бронзовий діабет (пігментний цироз, гемохроматоз) — захворювання, обумовлене порушенням обміну заліза з накопиченням його в тканинах і органах.

## Діабет у дітей
Перша ґрунтовна робота з цукрового діабету дитячого віку зустрічається у 1878. Виникнення цієї недуги у дітей діагностується найчастіше після перенесених інфекційних захворювань (свинка, інфекційний гепатит, тонзилогенна інфекція, малярія, кір та ін.). Психічні травми як гострі, так тривалої дії, а також фізичні травми, особливо забиті місця в ділянках голови й живота, неправильне харчування великою кількістю вуглеводів і жирів — всі ці фактори опосередковано сприяють розвитку приховано існуючої недосконалості острівцевого апарату підшлункової залози. У дитячому організмі важливу роль у виникненні діабету може грати підвищена в цьому віці секреція гормону соматорного гіпофізу (гормону росту). Процес зростання, при якому відбувається посилений синтез білка, пов'язаний з участю інсуліну та підвищеним його споживанням тканинами. При неповноцінному острівцевому апараті підшлункової залози може настати виснаження його функції, у результаті розвивається цукровий діабет. Перші ознаки недуги, що діагностуються, це: підвищена спрага, сухість у роті, часте рясне сечовипускання, нерідко нічне і навіть денне нетримання сечі. Пізніше як симптом проявляється схуднення при хорошому, іноді навіть дуже хорошому апетиті, загальна слабкість, головний біль, швидка стомлюваність.